# Aquatic Sciences and Fisheries Abstracts
Aquatic Sciences and Fisheries Abstracts es un servicio de resúmenes e índices que cubren las ciencias acuáticas y sus subcampos. Es mantenida por la Organización para la Agricultura y la Alimentación (FAO) de las Naciones Unidas. Reemplazó en al Current Bibliography for Aquatic Sciences and Fisheries (FAO) y al Aquatic Biology Abstracts (Information Retrieval Limited). Este servicio de base de datos opera desde 1971.